# Curt Teich

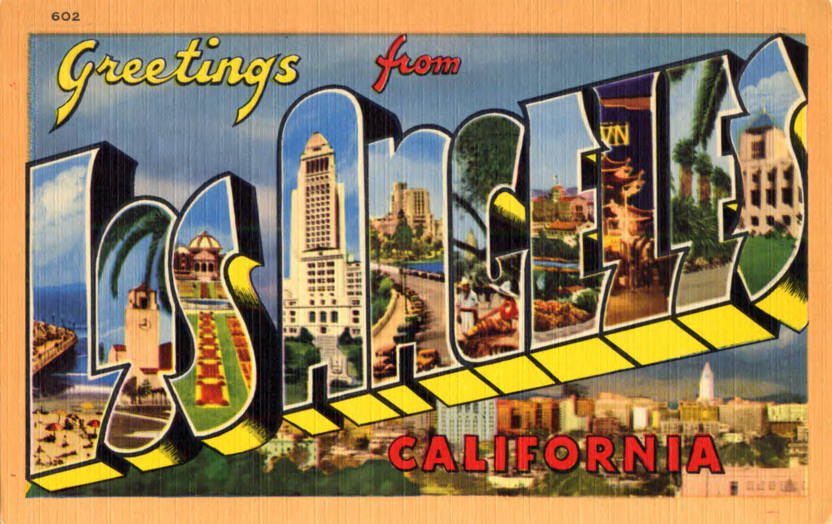
Greetings from Los Angeles, James R. Powell Route 66 Collection

Curt Otto Teich (* 23. März 1877 in Greiz; † 12. Januar 1974 in Indian Rocks Beach) war ein deutsch-amerikanischer Drucker, Publizist und Unternehmer. Der deutsche Immigrant war von 1905 bis zu seinem Tod im Ansichtskarten-Geschäft tätig, das er durch neue Produktionsverfahren und Massenproduktion revolutionierte.
Seine Firma Curt Teich & Company machte sich mit ersten Kleinstauflagen von Postkarten einen Namen. „Und obwohl sie Tausende von Entwürfen produzierten, die Hotels, Motels, Restaurants und Touristenattraktionen in ganz Amerika hervorhoben, wurde er am bekanntesten für seine ‚großen Buchstaben‘. Diese charmanten und farbenfrohen Postkarten sind heutzutage sehr begehrt, auch weil die einzigartige Kombination aus Talent und Technik, mit der sie hergestellt wurden, selbst mit den raffiniertesten Werkzeugen kaum noch zu kopieren ist.“ Zudem repräsentieren sie den nordamerikanischen Postkartenmarkt der ersten Hälfte des 20. Jahrhunderts.

## Familie

### Vorfahren

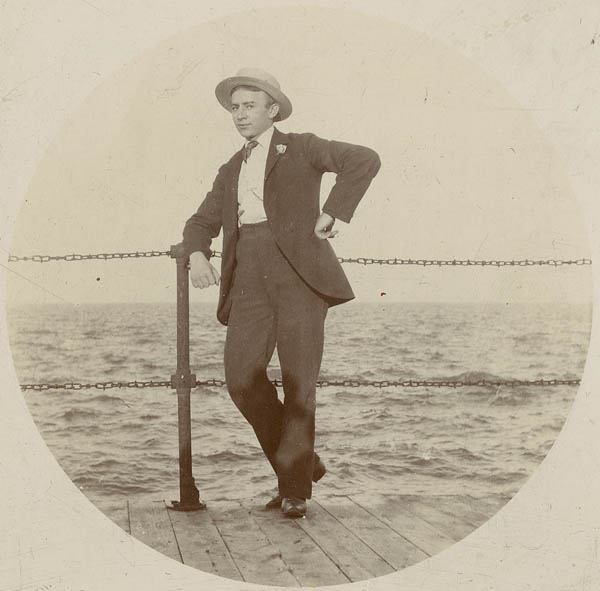
Curt Teich im Jahr seiner Immigration, 1895

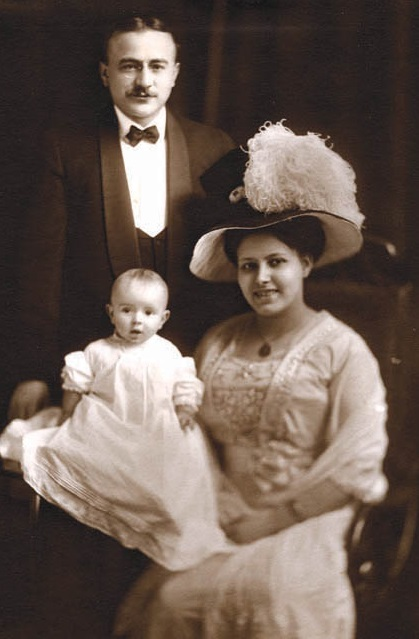
Curt Teich sen. mit Frau und Curt jun., ca. 1910

Obwohl die Akten der Familie Teich in den Luftangriffen auf Dresden während des Zweiten Weltkriegs verloren gegangen sind, ist seine Vorgeschichte durch ihn dokumentiert worden. Im Alter von 80 Jahren sah es Curt Teich als notwendig an, seine Erinnerungen und Erfahrungen niederzuschreiben. Die Familie Teich lebte im 18. Jahrhundert in Norddeutschland, dem „Land der Windmühlen“, wie er es nannte. Auch seine Vorfahren, namentlich sein Vater und Großvater, waren schon mit der Druckerei beschäftigt. Er wurde als fünftes von sieben Kindern – davon fünf Söhne – von Christian Teich (1843–1920) und Elise, geborene Tamm (1848–1919), in der reußischen Residenzstadt Greiz geboren. Schon bald zog die Familie nach Lobenstein, wo sein Urgroßvater Johann Karl Teich (1760–1845) von seinem Freund, wahrscheinlich Heinrich Reuß LXXII. (1797–1853), einen Familienbesitz erhalten hatte. Dieser reußische Familienzweig (Reuß zu Lobenstein und Ebersdorf) starb 1853 aus. Der Zweig des Urgroßvaters Johann besaß ein Familienwappen, auf dem der Doppelkopfadler die Insignien des Druckerhandwerks in seinen Klauen hält.
Sowohl Curts Großvater Friederich Karl Wilhelm Teich (1819–1890), der auch Gedichte und geschichtliche Abhandlungen für verschiedene Zeitungen schrieb, als auch sein Vater, der als Drucker, Zeitungsverleger und Buchhändler tätig war, sind durch die Familienaufzeichnungen heute noch fassbar. Bis zu seinem 15. Lebensjahr besuchte er das Gymnasium in Dresden, danach trat er in das Gewerk seiner Vorväter ein und lernte in Lobenstein das Druckerhandwerk. 1893 reisten sein Vater und sein älterer Bruder Max (1873–1964) zur World’s Columbian Exposition, der Weltausstellung in Chicago. Weil Max dort blieb und fortan im Hotelgewerbe arbeiten sollte, ermunterte Christian seinen Sohn, auch sein Glück in Amerika zu versuchen. Neben Curt wanderten bis auf ein Geschwister alle fünf anderen im Laufe der Jahre ebenfalls in die USA aus.
Nach seiner Einreise in die USA im Mai 1895 absolvierte er dort erneut die Druckerlehre, für die er eigentlich überqualifiziert war. Aber er musste Geld verdienen und wollte das Handwerk vor Ort von Grund auf lernen. Zum Jahresbeginn 1898 zog er nach Chicago – dem Zentrum der Druckindustrie in den USA – und eröffnete an der Clybourn Avenue 59–61 (heute 1258 N.) seine eigene Druckerei. Das Gebäude ist heute nicht mehr vorhanden. Am 24. November 1899 wurde er von der Einwanderungsbehörde Immigration and Naturalization Service eingebürgert.

### Nachkommen
Am 15. Juli 1909 heiratete er Anna Louise, geborene Niether (1889–1959). Sie hatten zusammen fünf Kinder: Curt (1910–1980), Walter Ernst (1912–1972), Louise Teich Chmelik (1913–2005), Lawrence Edward (1918–1942) und Ralph Donald (1925–2000). Für das Jahr 1920 ist ihre Wohnadresse Malden Street, doch schon fünf Jahre später zog die Familie in den nördlichen Vorort Glencoe und bewohnte in der 535 Longwood Avenue mit mehreren Angestellten ein ansehnliches Anwesen. Die weitläufige Gartenanlage reichte bis zum Ufer des Lake Michigan. Die Viktorianische Villa steht heute zwar noch, ist aber stark in die verdichtete Bebauung eingeschlossen, und das damalige Ambiente ist daher verschwunden.
1939 musste Curt Teich zwei Herzinfarkte verkraften, die ihn dazu veranlassten, kürzerzutreten und die Verantwortung auf die Schultern seines Erstgeborenen zu legen. Im Zweiten Weltkrieg verstarb/fiel? im April 1942 ihr Sohn Lawrence auf der Insel Corregidor während der Eroberung durch feindliche japanische Truppen. Da er nie gefunden und 1946 für tot erklärt wurde, gibt es von ihm auch kein Grab und nur eine Gedenkplakette auf dem Manila American Cemetery erinnert heute noch an ihn.
Mitte der 1950er Jahre entschied sich das Ehepaar Teich, aus gesundheitlichen Gründen nach Florida zu ziehen. Ihr neues Domizil war westlich von Tampa in Belleair Shore mit direktem Zugang zum Golf von Mexiko. 1958 löste Curt sein Versprechen an seine Nachkommen ein und erstellte die Familienchronik Teich Family Tree, die die im Krieg verlorengegangenen Dokumente weitgehend ersetzte. 1959 starb Curts Frau Anna im Alter von 69 Jahren.
Curt Teich starb im Alter von 96 Jahren und liegt heute zusammen mit seiner Frau im Mausoleum des Memorial-Park-Friedhofs in Skokie.

## Berufliches Engagement

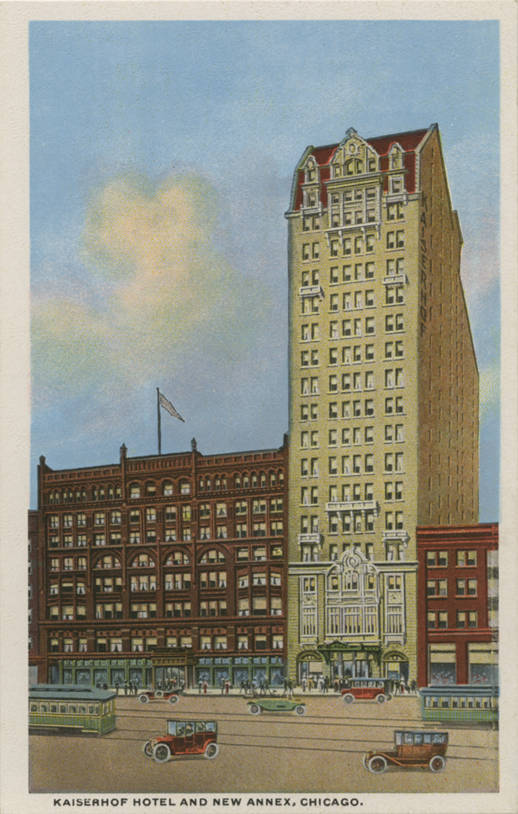
Kaiserhof Hotel seines Bruders Max, etwa 1914.

Curts Firmengründung 1898 wurde von seinem Bruder Max finanziell unterstützt, der sich zu diesem Zeitpunkt mit dem Kaiserhof Hotel bereits etabliert hatte und unabhängig war. Dieser besaß zur Firmengründung 130 Aktien, Curt 80 und sein Onkel Alfred (1880–1931), der kürzlich in die USA eingewandert war, besaß 40 Aktien. Das Drucken von Postkarten war eine Nische, die er erst im Laufe der Zeit fand, denn zu Beginn war das Unternehmensziel viel weiter gesteckt. Zum Tätigkeitsumfang heißt es im Handelsregister: Drucke und Lithografieren, Veröffentlichungen, Importieren von Kunstdrucken, Herstellen und Importieren von Souvenirartikeln. Nach der Weltausstellung hatten sich viele Besucher in Chicago niedergelassen, die ihr Glück versuchen wollten. „Die Rahmenbedingungen waren schlecht und alle Berufe waren überfüllt“ notierte Teich in seiner Familienchronik Teich Family Tree zu dieser Periode.

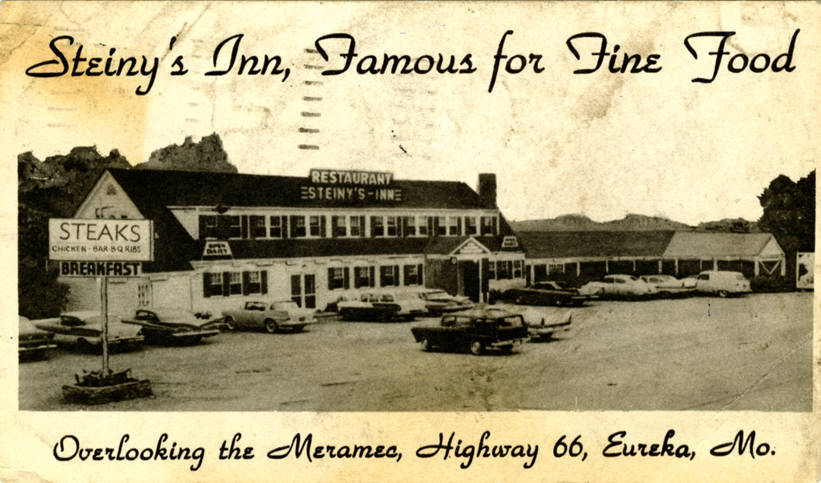
Straßenansicht von Steiny's Inn in Eureka an der Route 66, vor 1966.

Um die Jahrhundertwende ergriff ein Postkartenrausch die Nation, der sich seit etwa 25 bis 30 Jahren bereits in Europa abgezeichnet hatte. Auf der Weltausstellung wurden Bildpostkarten gezeigt, die erstmals vom United States Postal Service herausgegeben wurden, auch wenn sie nicht die ersten Karten in den USA gewesen sein dürften. Die Post beförderte diese zum halben Preis gegenüber Briefen und viele private Druckereien fingen an, ebenfalls Postkarten zu drucken. Zudem war bis 1906 der Großteil der Postzustellungswege in ländlichen Gebieten der Vereinigten Staaten endgültig eingerichtet, was den Standard für diese Dienstleistung enorm steigerte. Das Schreiben von Postkarten wurde populär. Teich wurde von dieser Mode angesteckt und er erforschte, wie dieses neue Interesse an der Postkarte erfolgreich gehandhabt werden konnte. Deshalb fuhr er 1904 zurück nach Deutschland, wo die Postkarte bereits seit über einem Jahrzehnt sehr erfolgreich florierte. Dort studierte er die neuen Lithografie- und Druckmethoden. Wahrscheinlich dürften ihn auch die aufstrebende touristische Postkartenindustrie und speziell das Postkartenphänomen „Grüße aus…“ inspiriert haben, das in den frühen 1890er Jahren in Deutschland seinen Ursprung hatte.
1905 fuhr Curt Teich per Zug von Chicago nach Saint Petersburg in Florida und von dort aus 2500 Meilen weiter bis zur Westküste. Auf dem Weg dorthin stieg er bei jedem Halt mit der Kamera in der Hand aus der Bahn, ging die Hauptstraßen entlang und fotografierte die Geschäfte, die sich zahlreich in den kleinen Städten befanden. Diese Bilder waren die Grundlage für seine erste große Auflage von illustrierten Postkarten. Mit einem US-Dollar Verkaufspreis pro tausend Karten war Teich überaus erfolgreich und erzielte während dieser Reise für erstaunliche 30.000 Dollar Abschlüsse. Damit war die Basis für seine Ausrichtung auf die Postkartendruckindustrie gelegt. Während die ersten amerikanischen Postkartendruckereien ihre Materialien im Ausland druckten, hatte Curt Teich das Bestreben, seine eigenen Postkarten zu drucken. In der Folge wurde er bis zur ersten Hälfte des 20. Jahrhunderts einer der produktivsten Postkartendrucker in Amerika und verkaufte bis zu 250 Millionen Karten im Jahr.
Zum Schutz des einheimischen Druckereimarktes wurde 1909 das protektionistische Payne-Aldrich-Zollgesetz erlassen, mit dem sich im Ausland gedruckte Postkarten um 1,28 Dollar pro 1000 Stück verteuerten. Teich, der von Anfang an auf die Produktion im eigenen Land gesetzt hatte, war damit im Vorteil und steigerte seine Produktion erheblich. 1912 war seine Jahresproduktion von Postkarten auf bereits 150 Mio. gestiegen.
Diese positive Entwicklung ging einher mit der Entwicklung der Autoindustrie, dem Straßenbau und des Tourismus. 1916 wurde der Federal Aid Road Act of 1916 erlassen, was dem im Dezember 1914 gegründeten American Association of State Highway Officials (AASHO) die vertraglichen Grundlagen und die finanziellen Mittel bereitstellte. Die Planungsgrundlage für das übergeordnete Straßennetz wurde 1921 in der Pershing Map festgeschrieben, die den Bau von 126.000 km Straßen festschrieb. Mit dem Straßenbauprogramm des Federal Aid Highway Act of 1921 und dem Ford Modell T wurden ferne Ziele für viele Menschen plötzlich erreichbar. Das massenhafte Aufkommen der Postkarten beförderte umgekehrt die Reiselust. Passend war auf vielen Karten wie beispielsweise auch auf denen der Niagarafälle, die zu den Bestsellern gehörten, aufgedruckt: „I was here (and you did not)“. Bis zum Ende seiner Geschäftstätigkeit hatte Teich Motive und Kunden aus über 100 Ländern in seinen Auftragsbüchern.

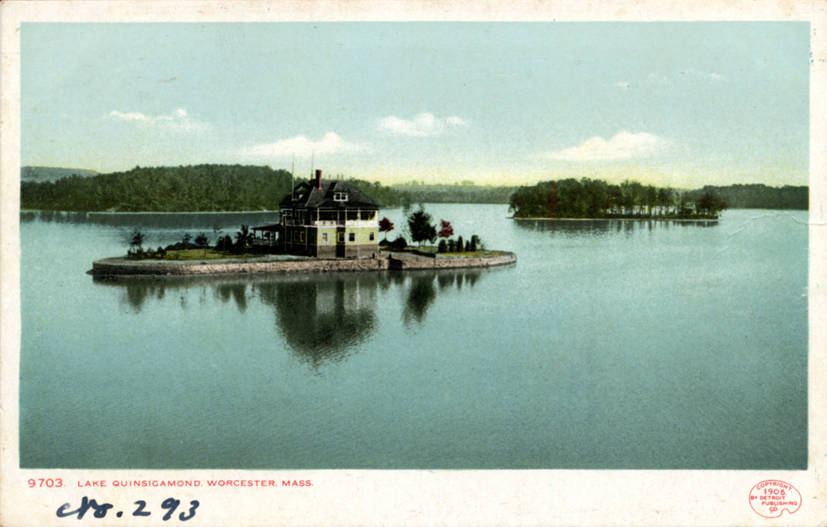
Lake Quinsigamond, 1900er Jahre

Um die 1920er Jahre herum sah Teich es als notwendig an, in seinen Maschinenpark zu investieren. Zuvor schon hatte er mit den zahlreichen Wechseln seiner Produktionsstätten auch immer die Produktion vergrößern müssen, doch jetzt schwebte ihm eine Maschine vor, die 32 Postkarten gleichzeitig drucken sollte. Nachdem er bereits 1907 von dem zu beengten Clybourn Building in ein Gebäude an der Straßenecke N. LaSalle Drive / W Ohio St. gezogen war, wechselte er 1911 in die 1733–55 W Irving Park Road. Das Backsteingebäude mit dem markanten Eckturm wurde bis 1929 um einen quadratischen, siebenachsigen, vierstöckigen Bau erweitert. Sein Bruder Frederick entwarf den angebauten Neubau. Das zu einem Eckturm ausgeformte Treppenhaus war im Gegensatz zum Turm des alten Gebäudeteils nicht historisierend angelegt, sondern von Neuer Sachlichkeit geprägt. Nach vielen Jahren des Verfalls sind im Gebäude seit 1990 unter dem Namen Chicago Post Card Place Lofts 67 Wohneinheiten untergebracht.
Teich wollte in das Offsetdruck-Verfahren einsteigen, das seit den frühen 1910er Jahren in Deutschland aufgekommen war. Für 32 Postkarten auf einem Druckbogen benötigte er die Formatklasse 6 (38 × 52 Zoll), doch diese Dimension gab es auf dem amerikanischen Markt noch nicht. Bei der Firma Scott Printing Press aus New York hatte er Erfolg. Scott-Druckmaschinen waren die ersten, die erfolgreich Farbpostkarten auf einer Großoffsetmaschine produzieren konnten. Für die Schwarztöne verwendete er Halbtonplatten und erst mit der Farbe kam in einem lithographischen Verfahren der Offsetdruck zum Einsatz. Teich beauftragte den gebürtigen Lobensteiner Otto Buettner mit der Leitung der Abteilung für lithografische Kunst.
In den frühen 1920er Jahren erstarkten die Gewerkschaften und forderten mehr Geld für weniger Arbeitszeit. Teich glaubte, dagegen gefeit zu sein, weil er bereits überdurchschnittlich gut bezahlte und seine Mitarbeitenden mit Anteilen an der Firma belohnte. Doch schlossen sich – bis auf fünf Vorarbeiter – auch seine Leute dem Streik an, der insgesamt neun Monate dauerte. Um die Produktion am Laufen zu halten, heuerte und trainierte er neue Arbeiter an und entließ die alten. In der Blütezeit, die etwa 20 Jahre bis in die Mitte der 1940er Jahre reichte, verfügte das Unternehmen über 30 Pressen mit einer Länge von je zehn Metern sowie einer Breite und Höhe von jeweils dreieinhalb Metern. Diese Maschinen konnten 2,5 Millionen Postkarten pro Stunde drucken, mehr als die seiner Konkurrenten. In dieser goldenen Zeit waren über 1000 Menschen bei der Firma beschäftigt, darunter viele deutsche Einwanderer.
Neben Teichs gutem Gespür für die Bedürfnisse des Markts war vor allem sein Verkaufsmodell entscheidend für seinen geschäftlichen Erfolg. Trotz der Rezession, in der sich das Land in den 1930er Jahren befand und in der Genügsamkeit und Sparsamkeit wichtige Grundsätze waren, konnten seine Außendienstmitarbeiter weiterhin Aufträge schreiben. Sie reisten mit Großbildkameras im Land herum, um gegebenenfalls gleich ein Foto von dem betreffenden Objekt zu machen, klopften an Türen und präsentierten das Konzept. Erst 1956 stellte das Unternehmen einen eigenen Fotografen ein, um für anspruchsvollere Kunden professionelle Fotos zu machen. Eigens für das Auftreten dieser Mitarbeiter hatte Teich Verhaltensregeln und Verkaufshandbücher gefasst, die mit dem Satz „Kunden sind die beständigste Goldmine“ („Customers are the most enduring gold mine“) begann. Auch gab es branchenspezifische Handbücher, um den Verkäufern Tipps für die praktische Anwendung der Postkarten zu geben. Außer zu diesen Personen hatten die Kunden in der Regel keinen Kontakt zu der Firma, was einen minimalen administrativen Aufwand bedeutete und was für die Wettbewerbsfähigkeit mit der „Bruchteil-Penny-Kalkulation“ in diesem Markt entscheidend war.
Nach der Herstellung der Schwarz-Weiß-Fotos für das jeweilige Geschäft besuchte der Verkäufer den Inhaber erneut, um das passende Foto mit dem besten Blickwinkel auszuwählen und die Kolorierung und gegebenenfalls Retouchen zu veranlassen, die die Künstler in der Zentrale dann umsetzten. Die Teich-Postkarte sollte dem Betrachter nicht die Wirklichkeit zeigen, sondern eine idealisierte Welt. Die Veränderungen am Bild mit den poppig-grellen Farben waren allzu augenfällig und gehörten von Anbeginn zum Teichs Markenzeichen. Oft sah es beispielsweise so aus, als läge ein Hotel direkt am Strand, obwohl mehrere Häuserblocks dazwischen waren. Doch wenn der Kunde diese „romantisierende Version“ wünschte, wurde es so gemacht.
Mit dem Börsencrash im Oktober 1929 waren viele Unternehmen gezwungen, Arbeiter zu entlassen oder ihren Betrieb zu schließen. Die Vereinigten Staaten litten darunter über viele Jahre, und auch die einheimische Druckindustrie war davon betroffen. Doch Teich sah in dieser Zeit die Chance für Wachstum, indem er ins Ausland reiste, Aufträge von ausländischen Kunden erhielt und sich über neue Druckmethoden informierte, um seine Produkte weiter zu verbessern und damit neue, kreativ-unternehmerische Möglichkeiten zu entdecken. Er besuchte Länder wie Kuba, Argentinien, Peru und Brasilien. In den frühen 1930er Jahren führten ihn seine Flugreisen nach Hawaii, Panama, Mexiko und auf mehrere Inseln in der Karibik, wo er Druckaufträge erhielt. Erstaunlicherweise machte er in den deflationären Jahren Gewinn.
1935 war er erneut in Deutschland. In seinen Memoiren Teich Family Tree beschreibt er diesen Besuch als äußerst produktiv, konnte er dort vor Ort neue Drucktechniken studieren und Fachpublikationen erwerben. Eine Publikation von Adolf Köpf ist überschrieben mit Handbuch der Modernen Reproduktions-Technik Band III: Photolithographie und Offsetreproduktion, andere mit Transfer Versus Direct Copy? und Film Editing and the Direct Copy in the Copying Frame. Gegenüber seinen Wettbewerbern auf dem amerikanischen Markt hatte er durch seine Deutschkenntnisse einen großen Vorsprung im Zugang zu diesen aktuellen Informationen. Teich hatte den Standpunkt, dass man auch in schwierigen Zeiten nicht nachlässig in der Forschung und Entwicklung sein dürfe, und er reichte zahlreiche Patente ein.
Ein besonderes Problem war die Handhabung der teuren Lithosteine. Nach seiner Europareise 1904 kam er zu einer Erfindung, die er nach seinen Initialen C.T. American Art nannte, und mit der er die Lithografiesteine durch mit kleinen Steinen besetzte Metallplatten substituierte. Er empfand dieses Verfahren als so kompliziert, dass er keine Nachahmung befürchtete und es deshalb auch nicht schützen ließ. Bei einer anderen Erfindung – C. T. Art-Colortone –, die er 1935 machte und einer weiteren namens Curteichcolor, zehn Jahre später, riskierte er diesen Fehler nicht noch einmal.
Mit dem Eintritt der Vereinigten Staaten in den Zweiten Weltkrieg, den er ausdrücklich begrüßte und unterstützte, änderte sich die Produktionspalette. Er druckte jetzt auch Handbücher und Invasionskarten, offenbar sehr zur Zufriedenheit seines Auftraggebers, der US-Armee. Im August 1943 erhielt er den Brief eines Offiziers:

“The Army Map Service is greatly pleased with your excellent work in the recent reproduction of the Maps of Italy. Your splendid co-operation made it possible to ship these maps two days in advance of the anticipated date. It is gratifying to know that you can be depended upon when confronted with an urgent and imperative requirement. It will be appreciated if you will extend this commendation to all those of your personnel who had any connection with this work.”

„Der Heereskartendienst ist sehr erfreut über Ihre hervorragende Arbeit bei der jüngsten Reproduktion der Karten von Italien. Ihre großartige Zusammenarbeit hat es möglich gemacht, diese Karten zwei Tage vor dem voraussichtlichen Datum zu versenden. Es ist erfreulich zu wissen, dass man sich auf eine dringende und zwingende Anforderung verlassen kann. Wir würden sehr begrüßen, wenn Sie dieses Lob allen Mitarbeitern ausdrücken, die in irgendeiner Weise mit dieser Arbeit zu tun hatten.“

Von 1942 bis 1945 machte der Verlag von Curt Teich & Company mit dem Army Map Service, wie Ralph Teich berichtet, 90 % der Produktion des Unternehmens aus.
Der Tod des Sohnes Lawrence quälte die Familie und insbesondere den Patriarchen Curt. Nach Erhalt der schrecklichen Nachricht 1946 trat er als Leiter der Firma Curt Teich & Company, Inc. zurück und übergab sie an Frank Hochegger und Curt Teich junior. Teich schätzte ihn als einen „sehr talentierten und vielversprechenden jungen Mann“ Weiterhin ereilte Curt Teich ein Herzinfarkt, den er etwa zur gleichen Zeit erlitt.
Obwohl Curt Teich die Leitung der Firma seinem Sohn übergab, blieb er über den gesamten Zeitraum in der Firmenleitung aktiv. Rechtsnachfolger nach Teichs Tod 1974 wurde der Regensteiner Verlag, der bis 1978 weiterhin im Werk Chicago die Postkarten druckte. Danach wurden die Rechte an dem Firmennamen und den Prozessen an die irische Firma John Hinde Ltd. verkauft. Ihre kalifornische Tochtergesellschaft druckt die Karten unter dem Namen John Hinde Curteich, Inc.

### Das Produkt
Zu Teichs zahlreichen Erfindungen gehörte auch das Druckmedium, auf dem die Druckfarbe aufgebracht wurde. In der Wirtschaftskrise stellte er fest, dass die Verkaufsabschlüsse für Produkte mit kräftigen Farben besser waren als Karten mit eher monochromen Farben. Er beschäftigte sich fortan mit den Möglichkeiten, den Farbauftrag zu erhöhen, um mehr Brillanz und Farbintensität zu erzeugen. Er stellte fest, dass profiliertes Papier mit größerer Oberfläche mehr Farbe aufnehmen kann und dies den gewünschten Effekt erzielte. Wegen seines charakteristischen Aussehens einer Leinen-Struktur wurde es Linen paper beziehungsweise Linen postcard genannt, obwohl kein Leinen darin verarbeitet wurde. Während in den Anfangsjahren um 1907 nur 5 Prozent der Aufträge mit Farbpostkarten waren, so stieg der Anteil bis 1930 auf 50 Prozent. Mit der Einführung der Linen postcard 1931 ließ er den Schwarzweißdruck praktisch hinter sich.

### Curt Teich Postcard Archives

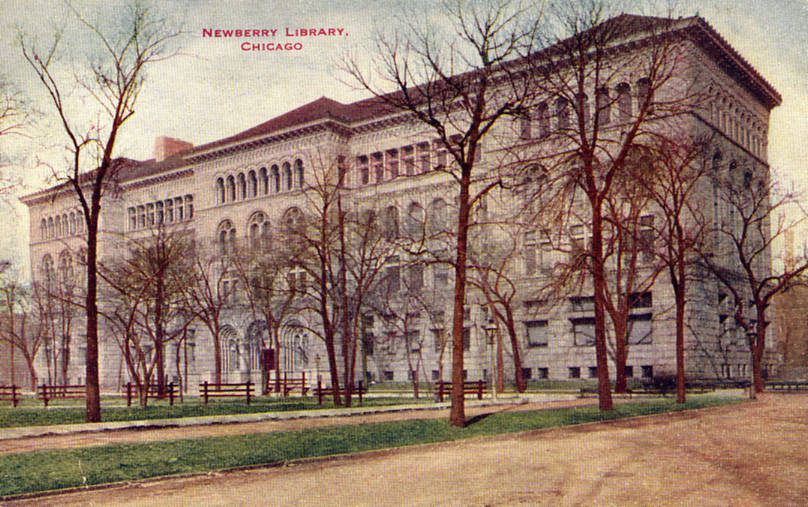
Newberry Library, 1910er Jahre

Die Sammlung der Curt-Teich-Produktion umfasst mehr als 2,5 Mio. Einzelstücke, die neben den knapp 500.000 Postkarten auch die dazugehörenden Originalfotos, Entwürfe und den Schriftverkehr zwischen Kunden und Agenten sowie zwischen Agenten und der Zentrale enthält. So kann der Arbeitsfluss der Firma lückenlos verfolgt werden. Die Curt Teich Postcard Donation ist mit über 358.000 Stück der Teil darin, der nach dem Verkauf der Firma eher zufällig von Curt Teich junior vor dem Papiercontainer gerettet worden ist. Dabei handelte es sich um die Belegexemplare der Firma, die 1982 zunächst dem Lake County Discovery Museum in Illinois zugeführt und Teil der Dauerausstellung wurden. 2016/17 ging die Sammlung an die Newberry Library weiter, wo sie nun wissenschaftlich ausgewertet wird. Auf Wikimedia Commons sind ca. 17.000 Uploads von diesen Postkarten vorhanden.

## Würdigung
Die Lebensgeschichte Curt Teichs ist eine der typischen, amerikanischen Erfolgsgeschichten. Dabei kamen ihm seine guten Sprachkenntnisse und das interkulturelle Wissen zugute. Beides zusammen ermöglichte ihm, gegenüber der Konkurrenz immer einen Schritt voraus zu sein und so ein Imperium aufzubauen, das ihm den Spitznamen King of postcards verlieh. Er importierte und adaptierte die deutsche Grüße aus…-Postkarte und machte sie in Amerika zu der populären und sprichwörtlich gebrauchten Greetings from…-Postcard. Im Rückblick gehört sein Werk zu den Erscheinungen, die sich im sogenannten Mid-century modern zusammenfassen lassen. Seine Leinen-Postkarten gelten heute als Vorläufer der seit den 1950er Jahren aufkommenden Kodachrome und Ektachrome Farbaufnahmen.
Außerdem war er Vorreiter für die Eroberung des Mittelstands und kleiner Betriebe, die er in die Welt der Werbung führte. Betrachtet man seine Werke heute, taucht man in eine idealisierte Welt ein, wie die Vereinigten Staaten in der ersten Hälfte des 20. Jahrhunderts gern gewesen wären. Sein Vermächtnis ist erhalten geblieben und hat Eingang in heutige Archive gefunden.